# Julia Fiedorczuk
Julia Aleksandra Fiedorczuk-Glinecka (ur. 23 lutego 1975 w Warszawie) – polska poetka, pisarka, tłumaczka i krytyczka literacka,  profesorka Uniwersytetu Warszawskiego, doktorka habilitowana, nauczycielka akademicka w Instytucie Anglistyki UW i współtwórczyni (wraz z Filipem Springerem) Szkoły Ekopoetyki przy Instytucie Reportażu, laureatka Nagrody im. Wisławy Szymborskiej 2018.

## Wykształcenie i praca zawodowa
Uzyskała tytuł magistra na Uniwersytecie Warszawskim w 1998, tamże doktorat z nauk humanistycznych w 2003 i habilitację w 2016. Jej pracą habilitacyjną był cykl publikacji zatytułowany Ekopoetyka a konwencje poezji amerykańskiej XX wieku, traktujący o relacjach między człowiekiem a środowiskiem naturalnym. Jest profesorką w Zakładzie Literatury Amerykańskiej Instytutu Anglistyki UW. Naukowo zajmuje się między innymi teorią literatury, dwudziestowieczną poezją amerykańską i ekokrytyką. Jest członkinią stowarzyszenia Association for the Study of Literature and Environment (ASLE). Mieszka w Warszawie.

## Nagrody i wyróżnienia
Za swój poetycki debiut Listopad nad Narwią (Legnica 2000) otrzymała nagrodę Polskiego Towarzystwa Wydawców Książek. W latach 2002-2003 stypendystka Fulbrighta na Cornell University w Nowym Jorku. W 2005 została wyróżniona austriacką nagrodą Huberta Burdy za wiersze, które ukazały się w czasopiśmie „Manuskripte” w przekładzie Doreen Daume. Nominowana do Nagrody Literackiej „Nike” 2016 za powieść Nieważkość. Laureatka Nagrody im. Wisławy Szymborskiej 2018 za tom Psalmy oraz nominowana za ten tom do Wrocławskiej Nagrody Poetyckiej „Silesius” 2018 w kategorii książka roku. W latach 2020, 2023 została nominowana do Nagrody im. Juliana Tuwima. W 2021 została nominowana do Nagrody Literackiej m.st. Warszawy za powieść Pod słońcem.

## Poezja
- Listopad nad Narwią (Biuro Literackie, Legnica 2000)
- Bio (Biuro Literackie, Wrocław 2004)
- Planeta rzeczy zagubionych (Biuro Literackie, Wrocław 2006)
- Tlen (Biuro Literackie, Wrocław 2009)
- tuż-tuż (Biuro Literackie, Wrocław 2012)
- Psalmy (Fundacja na rzecz Kultury i Edukacji im. Tymoteusza Karpowicza, Wrocław 2017) - Nagroda Poetycka im. Wisławy Szymborskiej 2018 oraz nominacja do Wrocławskiej Nagrody Poetyckiej „Silesius” 2018
- Astrostrada z girlandami. Wiersze zebrane (Wydawnictwo Warstwy, Wrocław 2023, ISBN 978-83-67186-03-2)
- Glif (Wydawnictwo Warstwy, Wrocław 2024, ISBN 978-83-67186-84-1)

## Proza
- Poranek Marii i inne opowiadania (Biuro Literackie, Wrocław 2010) − nominacja do nagrody PTWK
- Biała Ofelia (Biuro Literackie, Wrocław 2011)
- Nieważkość (Wydawnictwo Marginesy, 2015) − nominacja do Nagrody Literackiej „Nike” 2016
- Bliskie kraje (Wydawnictwo Marginesy, 2016)
- Każdy śnił swój sen (Fundacja Nowoczesna Polska,2019)
- Pod słońcem (Wydawnictwo Literackie, 2020)[10]
- Dom Oriona (Wydawnictwo Literackie, 2023)[11]

## Eseistyka i prace naukowe
- Złożoność nie jest zbrodnią. Szkice o amerykańskiej poezji modernistycznej i postmodernistycznej[12]
- Ekopoetyka (wraz z Gerardo Beltránem, Warszawa 2015)
- Cyborg w ogrodzie (Wydawnictwo Naukowe Katedra, Gdańsk 2015)
- Inne możliwości (Wydawnictwo Naukowe Katedra, Gdańsk 2019)[13]

## Przekłady
- Laura Riding Jackson, Korona dla Hansa Andersena. Utwory wybrane: opowiadania (Biuro Literackie, Wrocław 2012)
- Laura Riding Jackson, Obroty cudów. Utwory wybrane: wiersze i eseje (Biuro Literackie, Wrocław 2012)
- Laurie Anderson, Język przyszłości (Biuro Literackie, Wrocław 2012)
- Forrest Gander, Bądź blisko (Lokator, Kraków 2020)[14]
- Forrest Gander, Podwojone życie. Ekologia bliskości (Wydawnictwo Ossolineum, Wrocław 2023, ISBN 978-83-66257-52-8)